# Boys Don't Cry (film)
Boys Don't Cry is een Amerikaanse biografische film uit 1999 van regisseuse Kimberly Peirce. De film behaalde veertig filmprijzen, waaronder een Academy Award en een Golden Globe voor hoofdrolspeelster Hilary Swank.

## Verhaal
Teena Brandon (Swank) is bij de geboorte als meisje geregistreerd, maar is transgender en gaat door het leven als jongen: Brandon. Hij valt op meisjes, maar vertelt niemand dat hij transgender is. Dit heeft hem al zo vaak in de problemen gebracht, dat zijn neef hem zijn woonwagen uitzet, uit angst voor mensen die mogelijk verhaal komen halen.

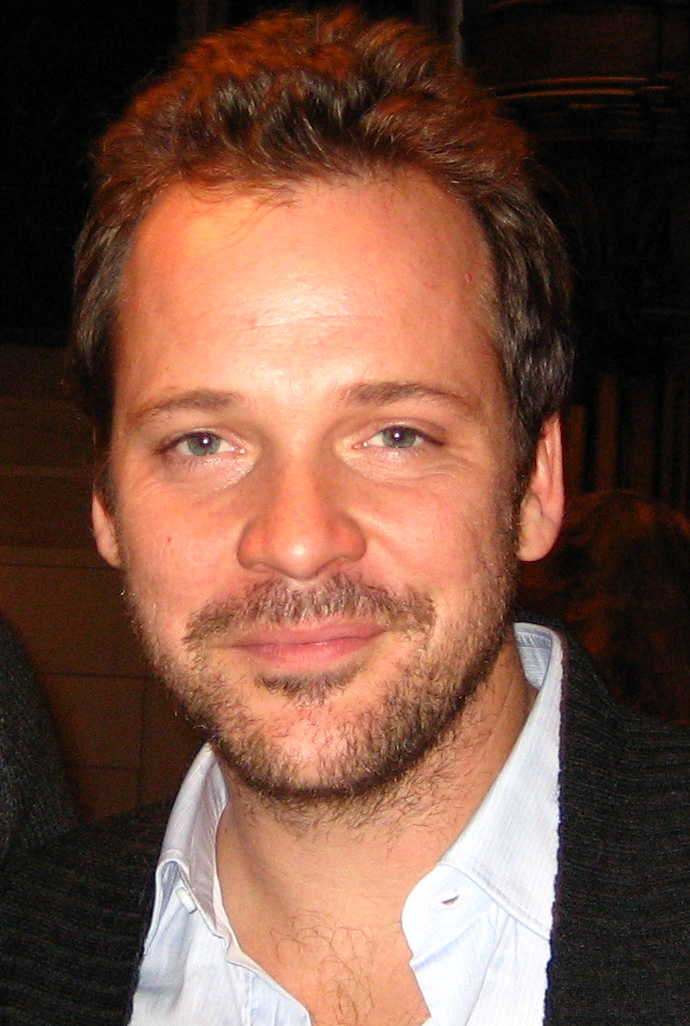
Peter Sarsgaard (John)

Brandon gaat op pad en komt terecht in Falls City (Nebraska). Hij raakt er bevriend met een groepje  'white trash'  in de vorm van John (Peter Sarsgaard), Tom (Brendan Sexton III), Candace (Alicia Goranson) en Lana (Chloë Sevigny). Terwijl het groepje met elkaar optrekt, worden Brandon en Lana verliefd op elkaar. Wanneer John en Tom erachter komen dat Brandon transgender is, worden zij razend. Ze zoeken hem op en verkrachten hem, maar wanneer ze Brandon meenemen naar Toms huis, ontsnapt hij en doet hij aangifte bij de politie.
John en Tom zijn nog niet klaar. In beschonken toestand komen ze later aan bij Candace, waar Brandon in de schuur verblijft. Nadat ze Candace een kogel door het hoofd jagen, vermoorden ze ook Brandon.

## Rolverdeling
| Acteur             | Personage           |
| ------------------ | ------------------- |
| Hilary Swank       | Teena Renae Brandon |
| Peter Sarsgaard    | John                |
| Brendan Sexton III | Tom                 |
| Alicia Goranson    | Candace             |
| Chloë Sevigny      | Lana                |

## De realiteit
Boys Don't Cry is gebaseerd op het echt gebeurde verhaal van de Amerikaanse Teena Renae Brandon. Hij werd geboren als vrouw, maar ging door het leven als man. Toen zijn vrienden erachter kwamen dat hij als vrouw geboren was, zette dit hen op 31 december 1993 aan hem te vermoorden.

## Prijzen
- 1x Academy Award - Swank
- 3x Boston Society of Film Critics Awards - Swank, Peirce, Sevigny
- 1x Broadcast Film Critics Association Award - Swank
- 2x Chicago Film Critics Association Awards - Swank, Sevigny
- 1x Chicago International Film Festival - Swank
- 1x Chlotrudis Award - Swank
- 1x Dallas-Fort Worth Film Critics Association Award - Swank
- 1x Florida Film Critics Circle Award - Swank
- 1x Gijón International Film Festival - Swank
- 1x Golden Globe - Swank
- 2x Independent Spirit Awards - Swank, Sevigny
- 5x Las Vegas Film Critics Society Awards - Peirce 2x, Swank 2x, Sevigny
- 1x London Film Festival - Swank
- 2x Los Angeles Film Critics Association Awards - Swank, Sevigny
- 1x Molodist International Film Festival - Peirce
- 2x National Board of Review Awarda - Swank, Peirce
- 1x National Society of Film Critics Award - Sevigny
- 1x New York Film Critics Circle Award - Swank
- 1x Political Film Society Award - exposé
- 1x Santa Fe Film Critics Circle Awards - Swank
- 2x Satellite Awards - Swank, Sevigny
- 1x Southeastern Film Critics Association Award - Swank
- 1x St. Louis International Film Festival - Peirce
- 3x Stockholm Film Festival - 2x Peirce, Swank
- 1x Toronto Film Critics Association Award - Swank
- 1x Verzaubert - International Gay & Lesbian Film Festival - Peirce
- 2x Young Hollywood Awards - 2x Peirce

## Trivia
- De filmtitel is geleend van een nummer van The Cure, dat ook in de film voorkomt.